# 瀨上雙線䲁
瀨上雙線䲁（學名：Enneapterygius senoui），為輻鰭魚綱䲁形目三鰭䲁科雙線䲁屬的一個種，種名是為了紀念神奈川縣立自然史博物館的瀨戶宏志 (Hiroshi Senou)，他是此正模標本和四份副模標本的收藏者，使得這些標本可供作者研究。分布於西印度洋聖布蘭登群島海域，深度3至11公尺，本魚體型小呈圓柱狀，眼眶上具有觸鬚，頸背無觸鬚，側線有20個有孔的鱗片和17-19個有缺刻的鱗片，部分雄魚黑化，身體前三分之二和鰭為黑色，臀鰭後端為黃色，未黑化的雄魚和雌魚頭部和身體有紅色、藍色線條或斑點，臀鰭基部為黃色，背鰭3個，第一背鰭的高度小於第二背鰭的高度，背鰭硬棘17-18枚、背鰭軟條9-11枚、臀鰭硬棘1枚、臀鰭軟條18-20枚，體長可達2.7公分，棲息在岩礁湧浪區，雌魚產附著性卵在藻類築的巢，雄魚會守護卵，幼魚為浮游性，生活習性不明。